# Sexögade bredigeln
Sexögade bredigeln (Oceanobdella sexoculata) är en ringmaskart som först beskrevs av Malm 1963.  Sexögade bredigeln ingår i släktet Oceanobdella och familjen fiskiglar. Arten är reproducerande i Sverige. Inga underarter finns listade i Catalogue of Life.